# Bobillier (kráter)

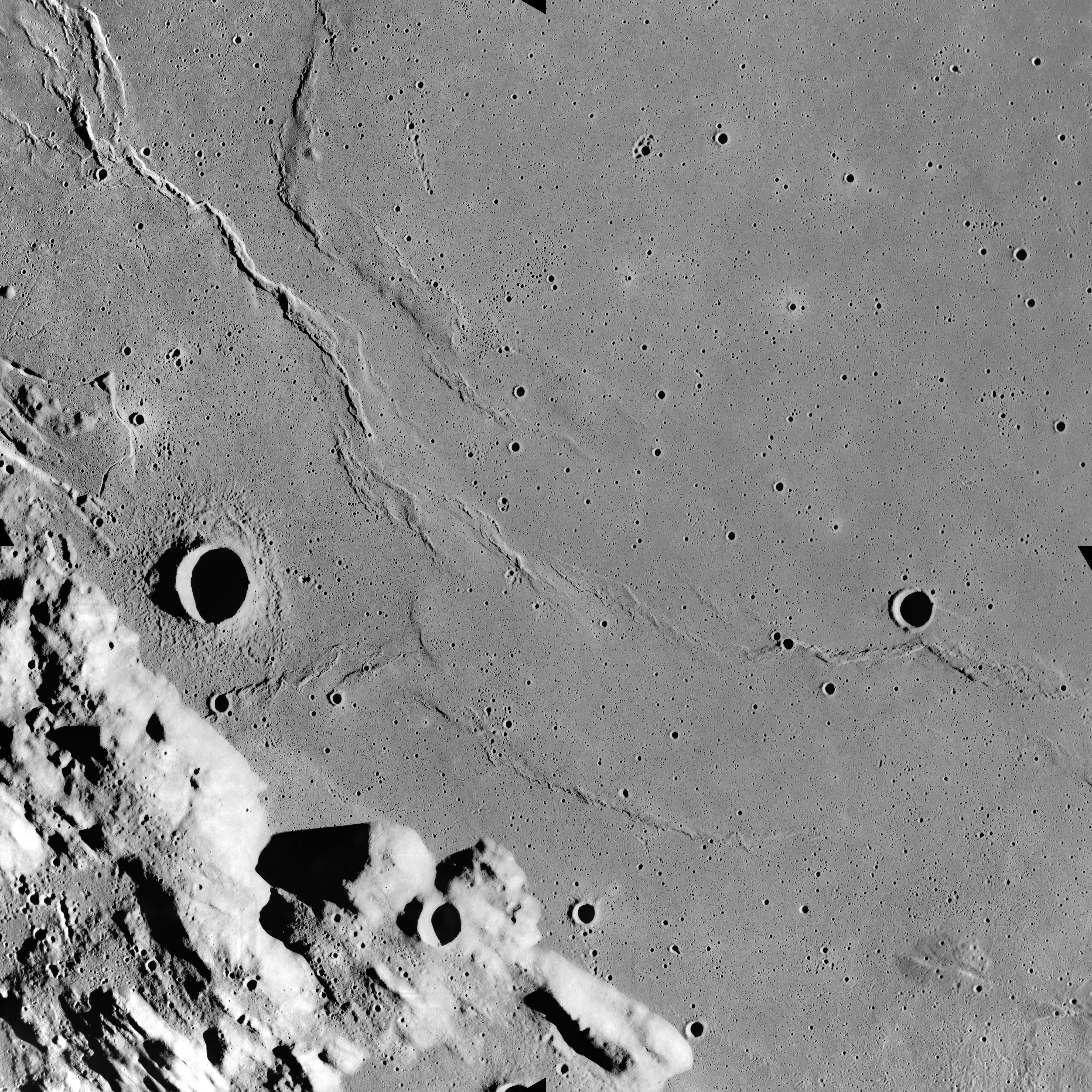
Kráter Bobillier (napravo). Výrazný kráter poblíž levého okraje fotografie je Sulpicius Gallus.

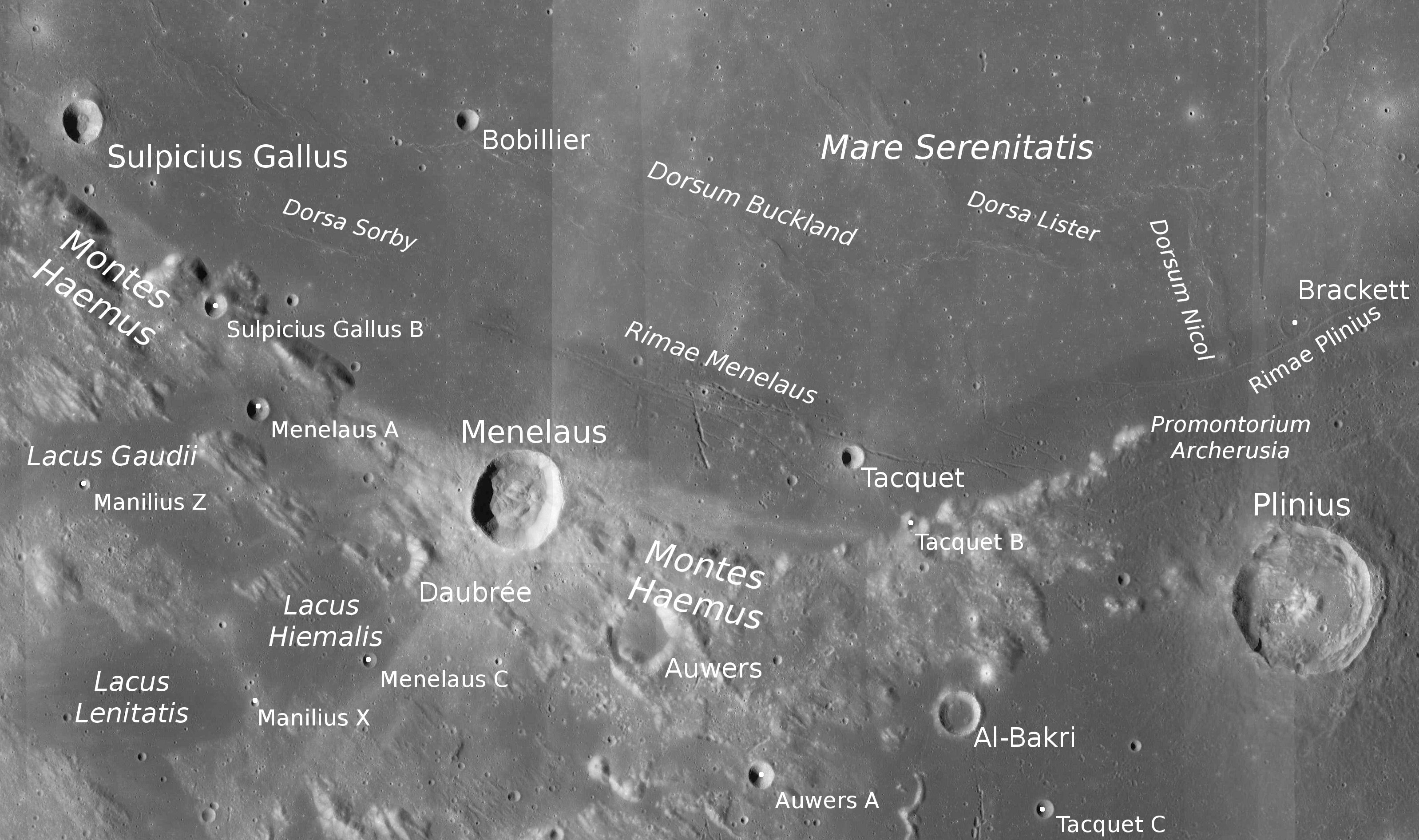
Poloha kráteru Bobillier.

Bobillier je malý měsíční kráter nacházející se na přivrácené straně Měsíce na jihozápadním okraji Mare Serenitatis (Moře jasu). Má průměr 6,5 km, pojmenován je podle francouzského geometra Étienna Bobilliera. Než jej Mezinárodní astronomická unie přejmenovala na současný název, měl označení Bessel E.
Západně od něj se rozkládá na okraji Moře jasu pohoří Montes Haemus, ještě před ním leží kráter Sulpicius Gallus. Hřbet Dorsum Buckland se táhne poblíž kráteru. Jižně leží kráter Menelaus a severovýchodně kráter Bessel.